# Versorgungsmaßzahl
Die Versorgungsmaßzahl ist ein Indikator, welcher die Versorgungssicherheit der Bevölkerung mit Medikamenten misst.
Die Maßzahl {\displaystyle M} nimmt Werte zwischen 0 und 200 an. Ein Wert von 0 bedeutet, dass alle verfügbaren Medikamente einer Festbetragsgruppe unterhalb des Festbetrags liegen, ein Wert von 200 bedeutet dagegen, dass alle Medikamente der Festbetragsgruppe oberhalb des Festpreises liegen.

## Berechnung
{\displaystyle M={\frac {PK_{Z}}{PK}}*100+{\frac {VO_{Z}}{VO}}*100}
mit
{\displaystyle PK_{Z}}: Anzahl der auf dem Markt befindlichen Fertigarzneimittelpackungen der Festbetragsgruppe oberhalb des Festbetrags
{\displaystyle PK}: Anzahl der auf dem Markt befindlichen Fertigarzneimittelpackungen der Festbetragsgruppe
{\displaystyle VO_{Z}}: Anzahl der Verordnungen oberhalb des Festbetrages
{\displaystyle VO}: Anzahl der gesamten Verordnungen innerhalb der Festbetragsgruppe
Die Festbeträge der Festbetragsgruppen 2 und 3 werden so festgelegt, dass ihr M den Wert von 100 nicht übersteigt. Festbeträge der Gruppe 1 dürfen ein M von 133,4 nicht übersteigen. Diese Einschränkung dient der Sicherstellung der Versorgung nach § 35 Abs. 5 SGB V.